# Dani Selma
Daniel Selma Mercader (La Eliana, 1 de marzo de 2001) es un futbolista español que juega como delantero en el Pontevedra C. F. de la Primera Federación.

## Trayectoria
Nacido en La Eliana, se formó en la U. D. Marítimo Cabañal, U. D. Alboraya, Levante U. D., y C. F. San José. En 2020, tras finalizar su formación, se marchó al C. D. Acero de la extinta Tercera División y dos años después, el 28 de enero de 2022, se marchó al C. D. Tenerife para jugar en su filial de la Tercera Federación.
Logró debutar con el primer equipo el 10 de diciembre de 2022 al entrar como suplente en los minutos finales de un empate por 2-2 frente al Villarreal C. F. "B" de la Segunda División y fue convocado por el primer equipo 21 partidos.
El 24 de julio de 2024, tras haber jugado la temporada anterior en la Primera Federación con el San Fernando C. D. y el C. D. Alcoyano, fichó por la S. D. Amorebieta. Con este descendió a Segunda Federación y en agosto de 2025 se unió al Pontevedra C. F.

## Clubes
Actualizado al último partido disputado el 24 de mayo de 2025.
| Club                        | País   | Año       | Partidos | Goles |
| --------------------------- | ------ | --------- | -------- | ----- |
| C. D. Acero                 | España | 2020-2022 | 47       | 5     |
| C. D. Tenerife "B"          | España | 2022-2023 | 26       | 9     |
| C. D. Tenerife              | España | 2022-2024 | 5        | 0     |
| San Fernando C. D. (cedido) | España | 2023-2024 | 16       | 3     |
| C. D. Alcoyano (cedido)     | España | 2024      | 17       | 2     |
| S. D. Amorebieta            | España | 2024-2025 | 37       | 5     |
| Pontevedra C. F.            | España | 2025-act. |          |       |